# Apamea submarginata
Apamea submarginata là một loài bướm đêm thuộc họ Noctuidae. Loài này có ở miền tây Trung Quốc.